# Juan Lebrón Chincoa
Juan Lebrón Chincoa (El Puerto de Santa Maria, 30 gennaio 1995) è un giocatore spagnolo professionista di padel.
Dal 2020 fa coppia con Alejandro Galán Romo ed insieme sono riusciti ad essere il numero 1 nel ranking per la stagione 2020, 2021 e 2022.
Nel 2023 a causa di un infortunio al braccio, non curato adeguatamente è sceso alla posizione n.6 del ranking del World Padel Tour.

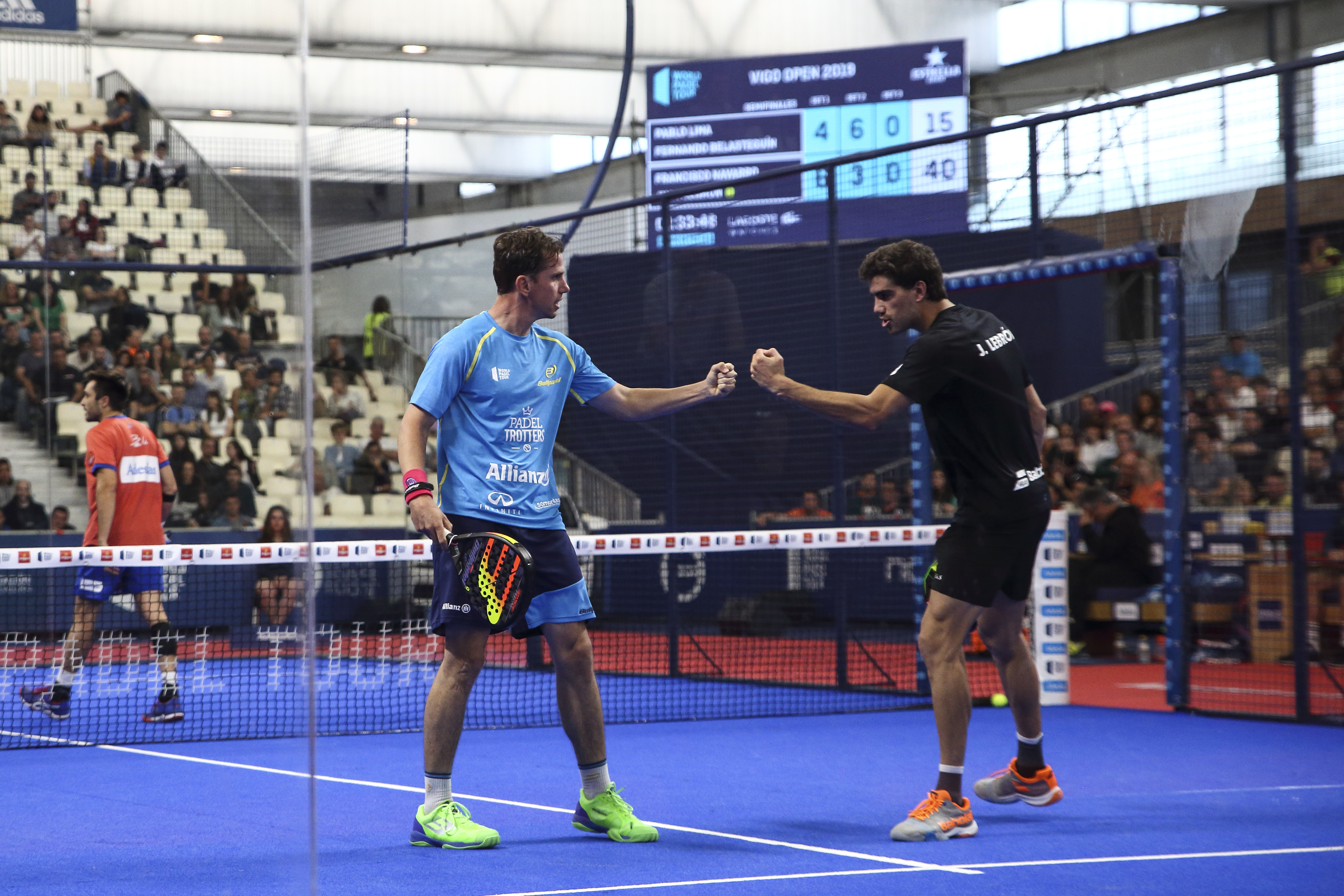
Juan Lebrón (a destra) nel 2019

È stato il primo giocatore di destra ad esercitare un gioco aggressivo e chiudendo punti , prima di lui i giocatori di destra notoriamente venivano definiti "difensivi". Per tanto è considerato il primo giocatore che ha rivoluzionato il modo di giocare dell'atleta di destra e del padel in generale